# Plaza de toros de Don Benito
La plaza de toros de Don Benito (Badajoz) es una de las plazas de toros de Extremadura de más reciente construcción. Está catalogada como de tercera categoría Cuenta con un aforo de  5.657 localidades.

## Historia
Fue inaugurada el 17 de abril de 2011, se lidiaron reses de la ganadería de Jandilla y Vegahermosa para los matadores de toros Enrique Ponce, Julián López “El Juli” y Miguel Ángel Perera. El festejo tuvo una gran acogida entre la afición, que agotó las entradas disponibles en apenas cinco horas de que se pusieran a la venta.
El coso, funcional y moderno, dispone de cinco accesos y seis tendidos diferenciados en sol y sombra a partes iguales. Los tendidos cuentan con una gran marquesina para propiciar sombra. La plaza, dispone además de almacén general, toriles, sala de prensa, capilla, enfermería, corrales y patio de cuadrillas.
La plaza es de propiedad municipal, si bien, el consistorio no sufragó gasto alguno al se la empresa que desarrollo el proyecto quien se hizo cargo a cambio de la gestión de los 25 locales comerciales con que cuenta el inmueble.
El impulsor y valedor del proyecto de la plaza de toros fue el regidor dombenitense entre 1995 y 2015 Marino Gallego Barrero, por ello, se le rindió reconocimiento al poner su nombre al coso multiusos.

## Feria taurina
Los festejos taurinos en la localidad pacense se desarrollan en el marco de sus fiestas de septiembre, si bien es cierto, que en alguna ocasión se ha programado algún festejo en otra época del año.

## Hitos
El día de la inauguración de la plaza benitense se indultó el segundo toro de la corrida. Un toro de la ganadería Jandilla de nombre "Peletero" y herrado con el número 42. Correspondió su lidia a Julián López “El Juli”.